# Pegivirus hominis
Pegivirus hominis (HPgV) (вірус GB C, GBV-C) — пегівірус людини (англ. human pegivirus), раніше відомий як вірус гепатиту G (ВГG), є вірусом із сімейства Flaviviridae і належить до роду Pegivirus. Вважалося, що він інфікує людей, але не спричиняє захворювань.
За повідомленнями, ВІЛ-пацієнти, ко-інфіковані вірусом HPgV, можуть жити довше, ніж ті, у кого його немає, хоча ці пацієнти можуть відрізнятися за іншими ознаками. Активно ведуться дослідження впливу вірусу на імунну систему в осіб, ко-інфікованих HPgV і ВІЛ.

## Історія
Вірус GB C був названий на честь хірурга Джорджа Баркера (англ. G. Barker), який у 1966 році захворів на гепатит не-А не-В, який на той час вважався спричиненим новим вірусом гепатиту.
У 1995 році були незалежно ідентифіковані РНК-віруси гепатиту G та вірус GB C (GBV-C). Згодом було встановлено, що вони є двома ізолятами одного й того ж вірусу.
Хоча вірус GBV-C спочатку вважався пов'язаним із хронічним гепатитом, подальші широкомасштабні дослідження не змогли встановити жодного зв'язку між цим вірусом та будь-якими клінічними захворюваннями.
З 2022 року вірус GB C (GBV-C) був перейменований на Pegivirus hominis (HPgV).

## Вірусологія і таксономія
Вірус має одноланцюговий позитивно-спрямований РНК-геном довжиною близько 9,3 тис. пар основ і містить одну відкриту рамку зчитування, яка кодує два структурні (E1 та E2) та п'ять неструктурних (NS2, NS3, NS4, NS5A та NS5B) білків. Вірус HPgV, схоже, не кодує білка C (корового, або нуклеокапсидного), як, наприклад, вірус гепатиту С. Тим не менш, було виявлено, що вірусні частинки мають нуклеокапсид. Джерело нуклеокапсидного білка залишається невідомим.

### Таксономія
Вірус HPgV є членом сімейства Flaviviridae і філогенетично споріднений з вірусом гепатиту С, але реплікується переважно в лімфоцитах і погано (якщо взагалі реплікується) — в гепатоцитах. Віруси групи GB були попередньо віднесені до четвертого роду в межах Flaviviridae під назвою «Pegivirus», але це ще мало бути офіційно схвалено Міжнародним комітетом з таксономії вірусів.
Види, відомі у 2016 році, були класифіковані в 11 видів — Pegivirus A–K. У 2023 році види Pegivirus були перейменовані та отримали певні біноміальні назви, зокрема Pegivirus hominis, який раніше називався Pegivirus C або вірус GBV-C.
За інформацією ICTV станом на липень 2025 року вид Pegivirus hominis включає 10 варіантів генотипу, зокрема різні ізоляти human pegivirus genotype 1-6 та simian pegivirus-chimpanzee.

## Епідеміологія
Інфекція HPgV виявлена по всьому світу і, за оцінками, цим вірусом інфіковано близько шостої частини населення планети. Висока поширеність спостерігається серед осіб з ризиком парентерального контакту, включно з тими, хто має контакт із кров'ю та продуктами крові, пацієнтів на гемодіалізі та споживачів ін'єкційних наркотиків. Також можливі статеві та вертикальні шляхи передачі. Близько 10–25 % пацієнтів, інфікованих гепатитом С, і 14–36 % споживачів наркотиків, серопозитивних щодо ВІЛ-1, мають ознаки інфікування HPgV.
Вірус був класифікований на сім генотипів і безліч субтипів з чітким географічним поширенням:
- Генотипи 1 та 2 поширені в Північній та Центральній Африці, а також в Америці.
- Генотипи 3 та 4 є поширеними в Азії.
- Генотип 5 присутній у Центральній та Південній Африці.
- Генотип 6 зустрічається в Південно-Східній Азії.
- Генотип 7 був зареєстрований у Китаї.

Можливе інфікування кількома генотипами одночасно.
Генотип 5 виглядає базальним на філогенетичному дереві, що вказує на африканське походження цього вірусу.

## Інфекція у людини
Більшість імунокомпетентних осіб елімінують віремію HPgV, але в деяких інфекція зберігається протягом десятиліть. Однак часовий проміжок між інфікуванням HPgV та елімінацією віремії (виявлення РНК HPgV у плазмі) невідомий.
Близько 2 % здорових донорів крові в США є віремічними щодо HPgV, а до 13 % донорів крові мають антитіла до білка E2, що вказує на можливе попереднє інфікування.
Були задокументовані парентеральний, статевий та вертикальний шляхи передачі HPgV. Через спільні шляхи передачі особи, інфіковані ВІЛ, часто ко-інфіковані вірусом HPgV; поширеність віремії HPgV у ВІЛ-пацієнтів варіює від 14 до 43 %.
Кілька, але не всі, дослідження показали, що коінфекція HPgV сповільнює прогресування ВІЛ-захворювання. Моделі in vitro також продемонстрували, що HPgV сповільнює реплікацію ВІЛ. Цей сприятливий ефект може бути пов'язаний з дією кількох вірусних білків HPgV, включаючи фосфопротеїн NS5A та білок оболонки E2.
У липні 2025 року дослідницька група Барбари Гансон (англ. Barbara A. Hanson) в журналі JCI Insight опубліковала результати дослідження, які вперше продемонстрували потенційний зв’язок між інфікуванням людським пегівірусом (HPgV) та розвитком хвороби Паркінсона. Вірус HPgV був виявлений у мозку 5 з 10 пацієнтів із хворобою Паркінсона, які пройшли аутопсію, тоді як у контрольній групі, яка складалася з 14 осіб без цього захворювання, вірус не було виявлено. Досліджувалася і спинномозкова рідина пацієнтів, у якій також було виявлено HPgV, тоді як у здорових учасників контрольної групи вірус не виявлявся.